# Łobżenica
Łobżenica (niem. Lobsens) – miasto w woj. wielkopolskim, w powiecie pilskim, siedziba gminy miejsko-wiejskiej Łobżenica, w Krajnie, nad rzeką Łobżonką, na Pojezierzu Krajeńskim, ok. 24 km na południowy zachód od Złotowa. 
Według danych z 1 stycznia 2023 roku miasto liczyło 2812 mieszkańców.

## Położenie
Łobżenica leży w północno-wschodniej części Wielkopolski, nad rzeką Łobżonką, prawym dopływem Noteci.
1 stycznia 2023 roku powierzchnia miasta wynosiła 3,25 km².

## Historia

### Powstanie miejscowości
Źródła historyczne wskazują na lokację Łobżenicy w 1314, na ostrowiu w miejscu wcześniejszego grodziska. Podobnie jak w ówczesnych miastach Wielkopolski, rozplanowano średniowieczny układ przestrzenny Starego Miasta, na planie nieregularnego czworoboku. W 1356 król Kazimierz Wielki nadał miastu kolejny dokument lokacyjny na prawie magdeburskim. Powolny rozwój miasta został zahamowany podczas wojny polsko-krzyżackiej, kiedy to w 1431 Łobżenica została zniszczona. Od 2 połowy XVI wieku miasto przeżywało rozkwit dzięki rozwojowi handlu – na północ od Starego Miasta wyrosło w Łobżenicy Nowe Miasto. 

### Od XVI wieku

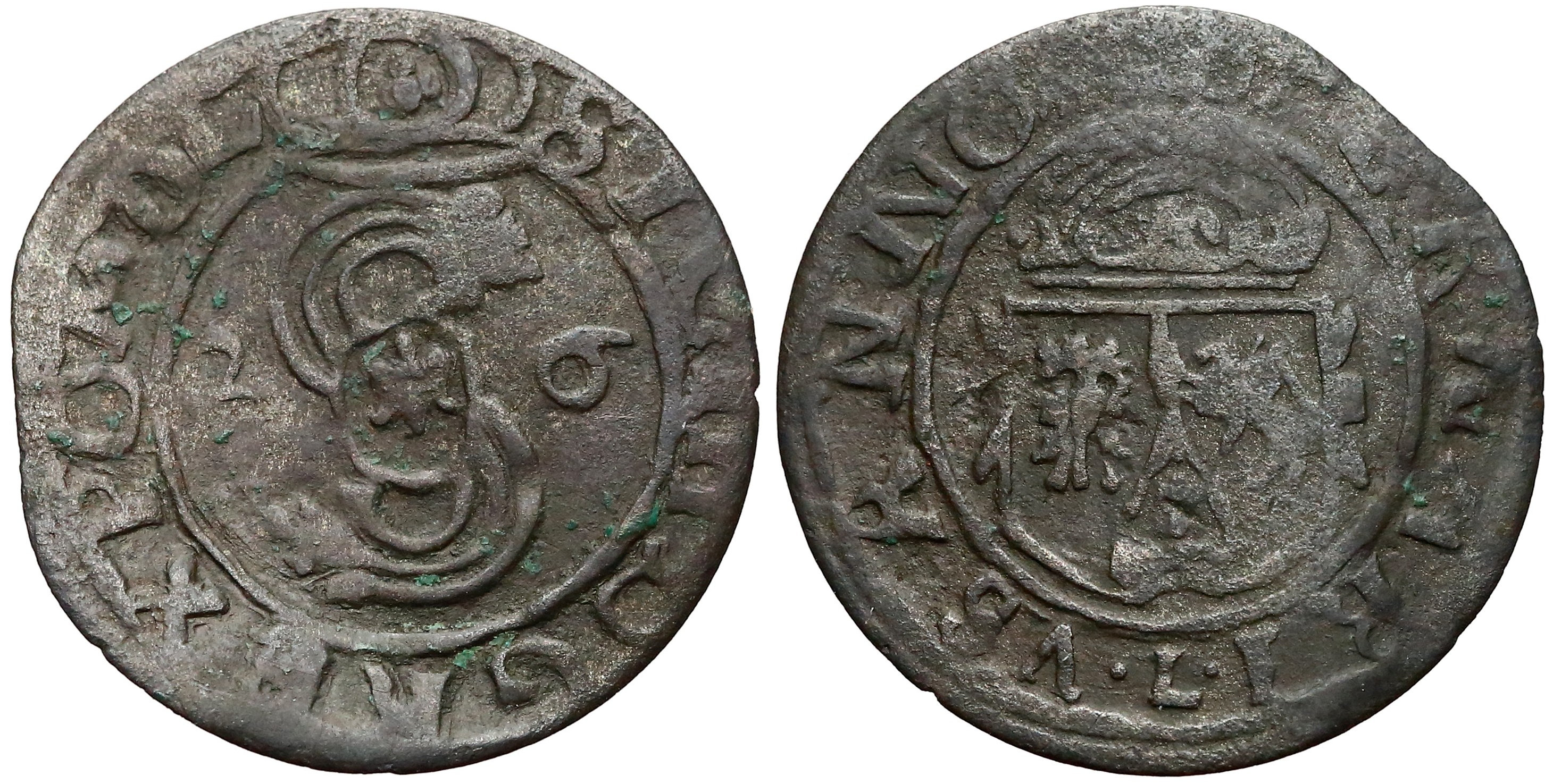
Trzeciak koronny bity w Łobżenicy z 1626

Z 1507 pochodzi pierwsze świadectwo istnienia osiedla żydowskiego w mieście. W 1607 osiedlili się tu kupcy szkoccy tworząc tzw. Nowe Miasto. W latach 1612–1630 funkcjonowała w Łobżenicy prywatna mennica, w której bito m.in. denary i trzeciaki. Od połowy XVII wieku właścicielami miasta byli Grudzińscy, zwolennicy reformacji, tworząc w mieście silny ośrodek protestancki. Mieszkańcy trudnili się głównie: handlem, sukiennictwem, piwowarstwem oraz rolnictwem – hodowlą bydła, trzody chlewnej i owiec. W wyniku wojen, licznych zaraz oraz klęsk Łobżenica uległa pod koniec XVII stulecia wyludnieniu i zniszczeniu.

### Od XIX wieku

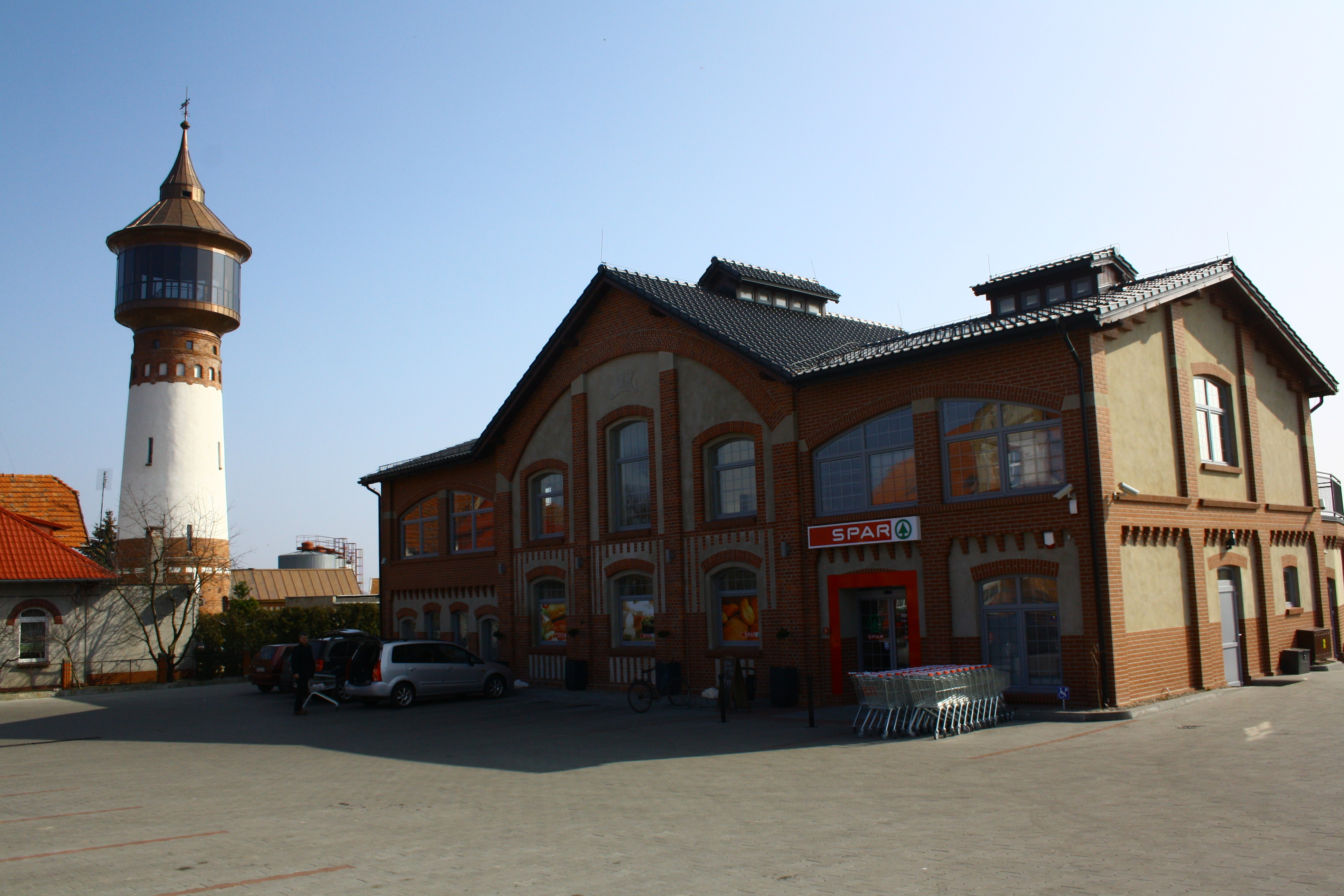
Łobżenica – budynek starej gazowni i wieży ciśnień w 2012

W XIX wieku upadek sukiennictwa oraz brak połączenia z pobudowanymi wówczas liniami kolejowymi, spowodował zahamowanie rozwoju miasta. W 1881 miasto liczyło 2579 mieszkańców, w tym 1137 ewangelików, 974 katolików i 467 Żydów. W mieście funkcjonowały m.in. dwa browary, młyn oraz fabryka cygar i tabaki. W latach 1895–1994 funkcjonowała kolej wąskotorowa, pod nazwą Bydgosko-Wyrzyska Kolej Dojazdowa (obecnie uruchamiana sezonowo). W 1939 podczas okupacji niemieckiej, doszło w Łobżenicy do masowej egzekucji około 200 mieszkańców i sąsiednich okolic, przez członków niemieckiej formacji Volksdeutscher Selbstschutz.

## Przynależność administracyjna
| Okres     | Flaga  | Państwo               | Jednostka administracyjna                |
| --------- | ------ | --------------------- | ---------------------------------------- |
| 1975–1998 | Polska | Rzeczpospolita Polska | województwo pilskie                      |
| 1999–     | Polska | Rzeczpospolita Polska | województwo wielkopolskie, powiat pilski |

## Demografia

### Ludność
Według danych z lat 2002–2022 liczba mieszkańców spadła o 13,3%, a Łobżenica była dziesiątym najbardziej wyludniającym się miastem w Wielkopolsce.  
| Liczba mieszkańców Łobżenicy według danych GUS | Liczba mieszkańców Łobżenicy według danych GUS | Liczba mieszkańców Łobżenicy według danych GUS | Liczba mieszkańców Łobżenicy według danych GUS | Liczba mieszkańców Łobżenicy według danych GUS |
| Rok                                            | Liczba ludności                                | Przyrost                                       | Gęst. zaludnienia [os./km²]                    | Powierzchnia [km²]                             |
| ---------------------------------------------- | ---------------------------------------------- | ---------------------------------------------- | ---------------------------------------------- | ---------------------------------------------- |
| 2014                                           | 3038                                           | –                                              | 935                                            | 3,25                                           |
| 2017                                           | 2975                                           | 63                                             | 915                                            | 3,25                                           |
| 2020                                           | 2952                                           | 23                                             | 908                                            | 3,25                                           |
| 2023                                           | 2812                                           | 140                                            | 865                                            | 3,25                                           |

### Piramida wieku
- Piramida wieku mieszkańców Łobżenicy w 2014

## Gospodarka
| Największe firmy na terenie Łobżenicy                  | Największe firmy na terenie Łobżenicy |
| Nazwa firmy                                            | Branża/przemysł                       |
| ------------------------------------------------------ | ------------------------------------- |
| „Filofarm” Farmaceutyczna Spółdzielnia Pracy           | farmaceutyczny                        |
| Okręgowa Spółdzielnia Mleczarska (funkcjonuje od 1892) | spożywczy (ser, mleko, masło)         |

## Transport

### Transport drogowy
Przez miasto przebiega droga wojewódzka nr 242 relacji Więcbork–Morakowo.

### Kolej wąskotorowa

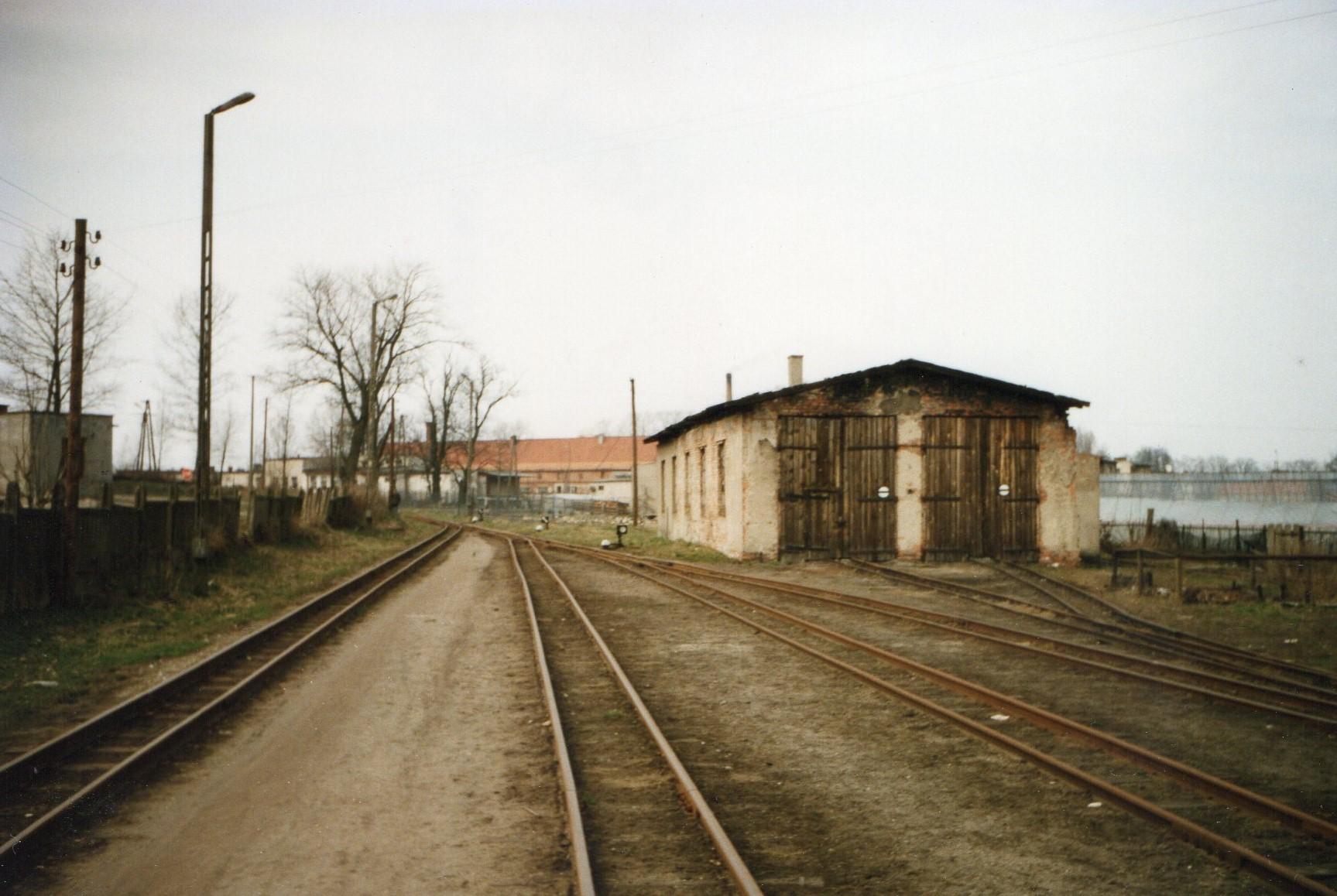
Łobżenica, kolej wąskotorowa w 1992

W 1894 z inicjatywy właścicieli ziemskich powiatu wyrzyskiego, powstała spółka akcyjna Wyrzyskich Kolei Powiatowych. 5 lutego 1895 otwarto ruch towarowy na pierwszej linii z Białośliwia do Łobżenicy (29,22 km), z odgałęzieniem z Czajcza do Wysokiej (ok. 5 km). 21 lutego tego samego roku uruchomiono ruch pasażerski i pocztowy. Drugą linię kolejki wąskotorowej z Łobżenicy do Witosława (ok. 18,5 km), oddano do użytku 15 maja 1895. W 1905 łączna długość linii Wyrzyskich Kolei Powiatowych wynosiła ponad 150 km i była jedną z najdłuższych kolei wąskotorowych na terenie Prus Wschodnich. Do 1906 główna stacja, siedziba dyrekcji, parowozownia oraz warsztaty naprawcze mieściły się w Łobżenicy (w późniejszym okresie główna stacja znajdowała się w Białośliwiu). W latach 1921–1922 z Łobżenicy do Białośliwia przeniesiono główną parowozownię wraz z całym zapleczem technicznym. W 1949 po przejęciu kolejki przez PKP i połączeniu z Bydgoską Koleją Powiatową powstały Bydgosko-Wyrzyskie Koleje Dojazdowe. Od lat 60. XX wieku rozpoczął się proces stopniowej likwidacji połączeń – ostatni pociąg osobowy na trasie Białośliwie–Łobżenica–Wysoka–Białośliwe wyruszył w trasę w marcu 1988. 1 stycznia 1994 Bydgosko-Wyrzyska Kolej Dojazdowa została całkowicie zamknięta. W 2000 powstało Towarzystwo Wyrzyska Kolejka Powiatowa z siedzibą w Białośliwiu – pierwsze pociągi turystyczne i okazjonalne wyruszyły ponownie w trasę 12 października 2012. Obecnie sezonowo organizowane są przejazdy na najstarszej historycznie trasie Białośliwie–Łobżenica.

## Turystyka i zabytki

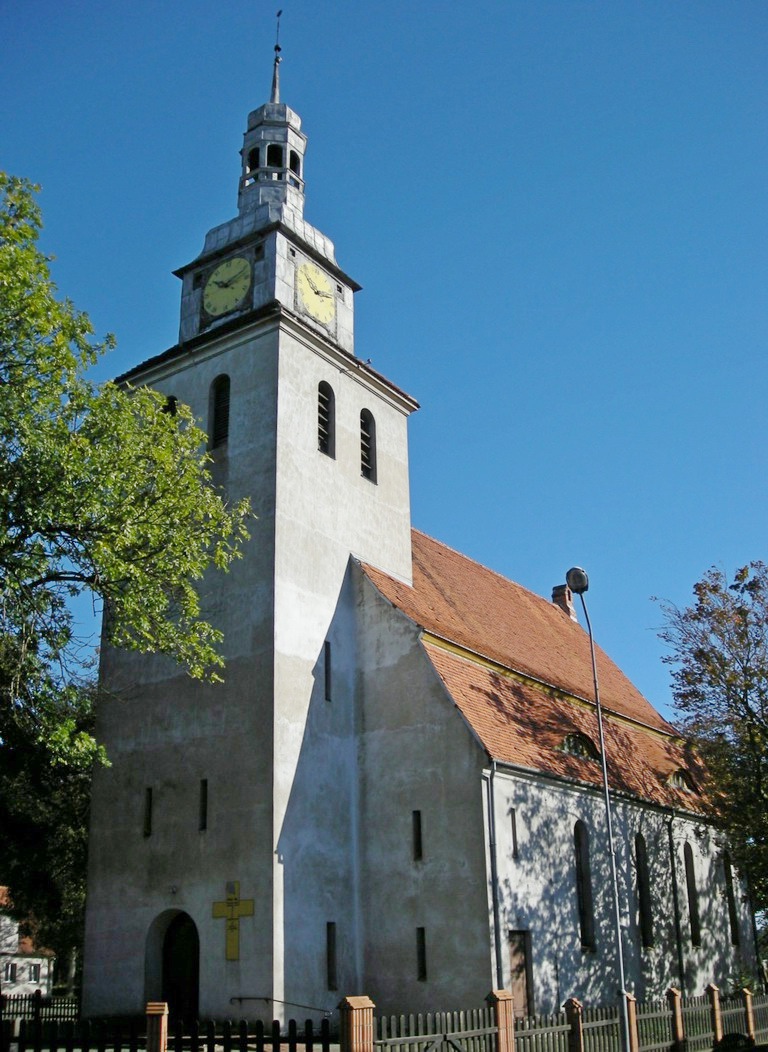
Poewangelicki kościół pw. św. Szczepana z 1910–1911

Obiekty wpisane w rejestr zabytków województwa wielkopolskiego:
- rozplanowanie ulic miasta
- kościół parafialny pw. Świętej Trójcy z przełomu XV i XVI w.
- kościół ewangelicki, obecnie rzymskokatolicki pw. św. Szczepana z lat 1910–1911
- dom (ul. 1 Maja 1)
- zajazd z przełomu XVIII i XIX wieku (ul. Mickiewicza)
- dom z XVIII wieku (pl. Wolności 5)
- dom z XIX wieku (pl. Wolności 10)

Pozostałe obiekty historyczne i turystyczne :
- kolejka wąskotorowa Bydgosko-Wyrzyskiej Kolei Dojazdowej (1895) – uruchamiana sezonowo
- wieża ciśnień
- młyn wraz z drewnianymi spichlerzami o konstrukcji szkieletowej (XVIII/XIX w.)
- izba muzealna – gromadząca m.in. znaleziska archeologiczne, pamiątki cechowe i materiały dokumentujące działalność bractwa strzeleckiego

## Edukacja
| Placówka          | Nazwa                                            | Adres                  |
| ----------------- | ------------------------------------------------ | ---------------------- |
| Przedszkole       | Publiczne Przedszkole                            | ul. Stefana Batorego 5 |
| Szkoła podstawowa | Szkoła Podstawowa im. Komisji Edukacji Narodowej | ul. Mickiewicza 20A    |
| Szkoła podstawowa | Szkoła Podstawowa Specjalna                      | ul. Złotowska 15       |
| Szkoła średnia    | Zespół Szkół                                     | ul. Złotowska 15       |

## Sport
| Dyscyplina    | Nazwa/klub                       | Data założenia          |
| ------------- | -------------------------------- | ----------------------- |
| Piłka nożna   | Pogoń Łobżenica                  | 1946                    |
| Piłka nożna   | Uczniowski Klub Sportowy „Tęcza” | 2007                    |
| Lekkoatletyka | Bieg im. Alojzego Graja          | Bieg im. Alojzego Graja |